# Fuaigh Mòr
Fuaigh Mòr (talvolta anglicizzato in Vuia Mor)  è un'isola nelle Ebridi Esterne della Scozia. Essa si trova al largo della costa occidentale dell'Isola di Lewis vicino a Great Bernera in Loch Roag. La sua superficie è di 84 ha e la sua massima lunghezza di 67 m.

## Storia
Nel 1841, Fuaigh Mòr fu teatro di un particolarmente brutto incidente nelle Highland Clearances, un soggetto che evoca ancora molta amarezza nella zona.
Una locale storia di Lewis narra che il funzionario di Bernera, che era responsabile dell'esecuzione degli sfratti, fu poi licenziato dal suo incarico, e finì come un vagabondo nell'Ontario, in Canada. Mentre stava mendicando del cibo in Ontario, giunse alla porta di un tale che lui aveva sfrattato da Fuaigh Mòr, ma non lo riconobbe subito. Si dice che lo sfrattato gli abbia dato del cibo e poi gli abbia ricordato chi era.
L'isola è normalmente disabitata, e ora utilizzata solo come pascolo per pecore.

## Geografia e geologia
La roccia è uno sciame di dicchi Scourie.
L'isola stessa ha forma di L, stretta al fondo verso nord. Il sudest ha una piccola penisola estesa verso nord, chiamata Rubha na h-Athadh, che ha su essa un cairn. Vi sono anche un paio di grotte nel nord. Vi sono delle scogliere sulla costa occidentale come Creag na h-Iolaire (rupe dell'aquila).
Vi sono molti scogli e piccole isole vicino a essa quali Geile Sgeir, Garbh Eilean, Eilean nam Feannag, Linngeam, Cliatasay, Grousam e ora un altro Floday, come anche Fuaigh Beag. Eunay Mòr si trova tra l'isola e Great Bernera.